# Бурятський театр опери та балету
Бурятський державний академічний театр опери та балету імені Г. Ц. Цидинжапова (бур. Г. Цыдынжаповай нэрэмжэтэ Буряадай гγрэнэй дуури бγжэгэй эрдэмэй театр) — музичний театр р. в Улан-Уде. Відкритий у 1939 році.

## Історія

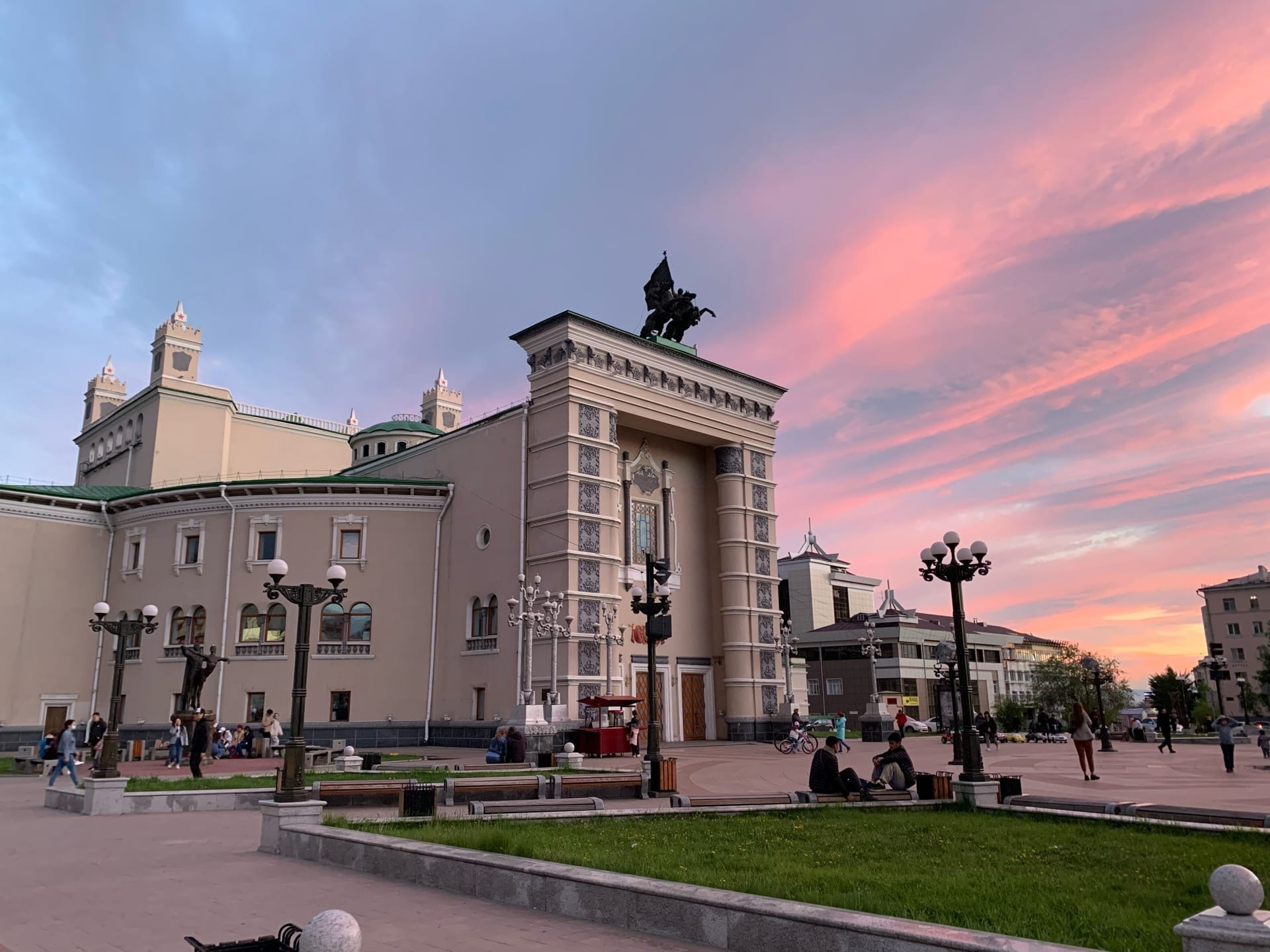
Будівля театру в вечірній час. 8 червня 2021 року

У 1920-ті роки в Бурят-Монгольській АРСР з'явилася музична школа, пересувні музичні курси. У 1929 році в Улан-Уде було відкрито музично-театральну студію, на базі якої в 1931 році створений технікум мистецтв.
У перші роки в музичному театрі Бурятії працювали композитори: Павло Берлінський, Маркіян Фролов, Віктор Морошкін (1909—1942), балетмейстери: Ігор Моїсеєв, М. С. Арсеньєв, диригент Михаїл Бухбіндер, педагоги: Т. Глязер, В. Обидєнна, режисери: Йосиф Туманов, Олександр Миронський (1899—1955), актор і режисер Гомбожап Цидинжапов, художники: Григорій Кігель, О. Тимін та інші.

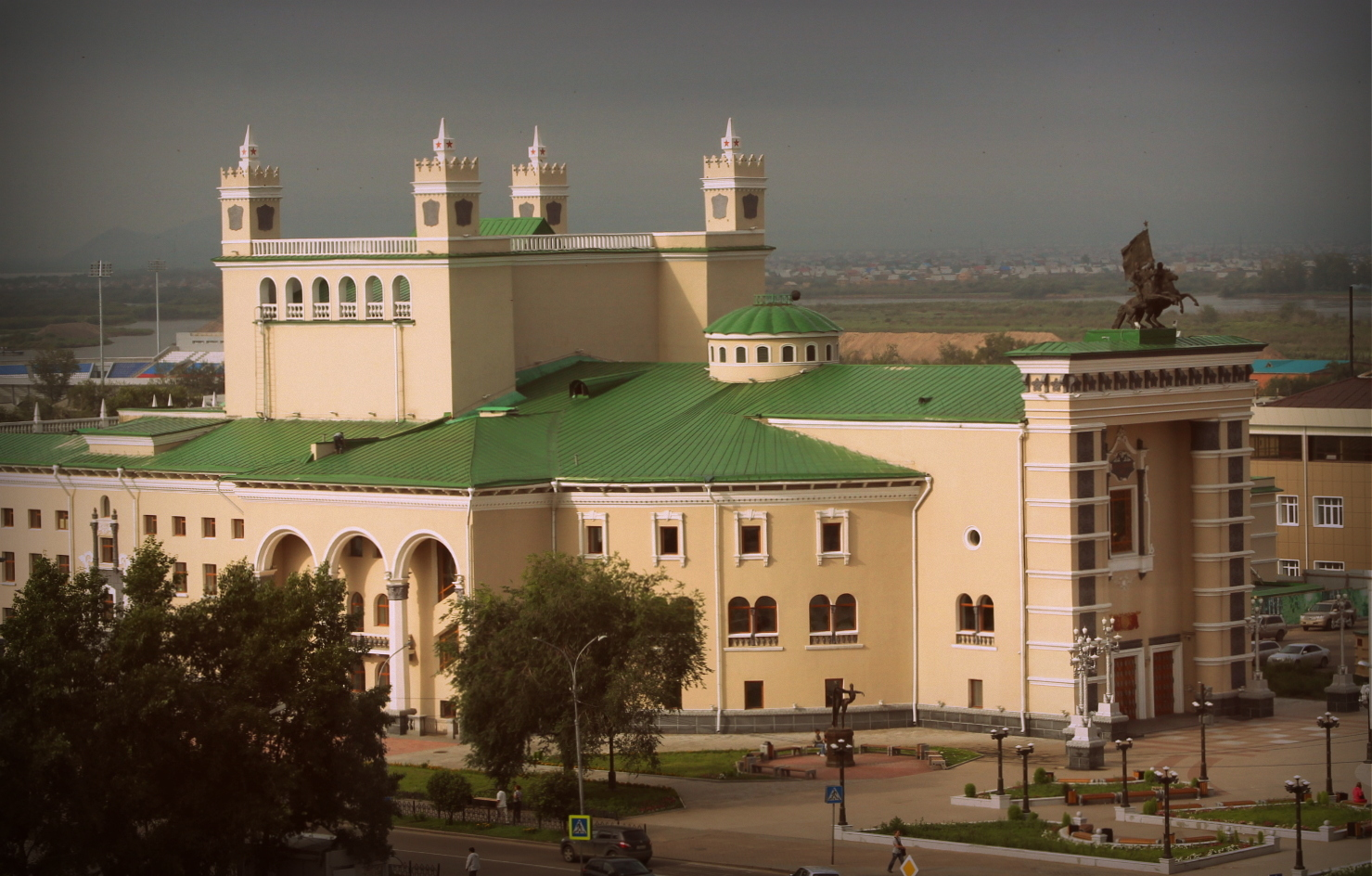
Театр після реконструкції. 2012 рік

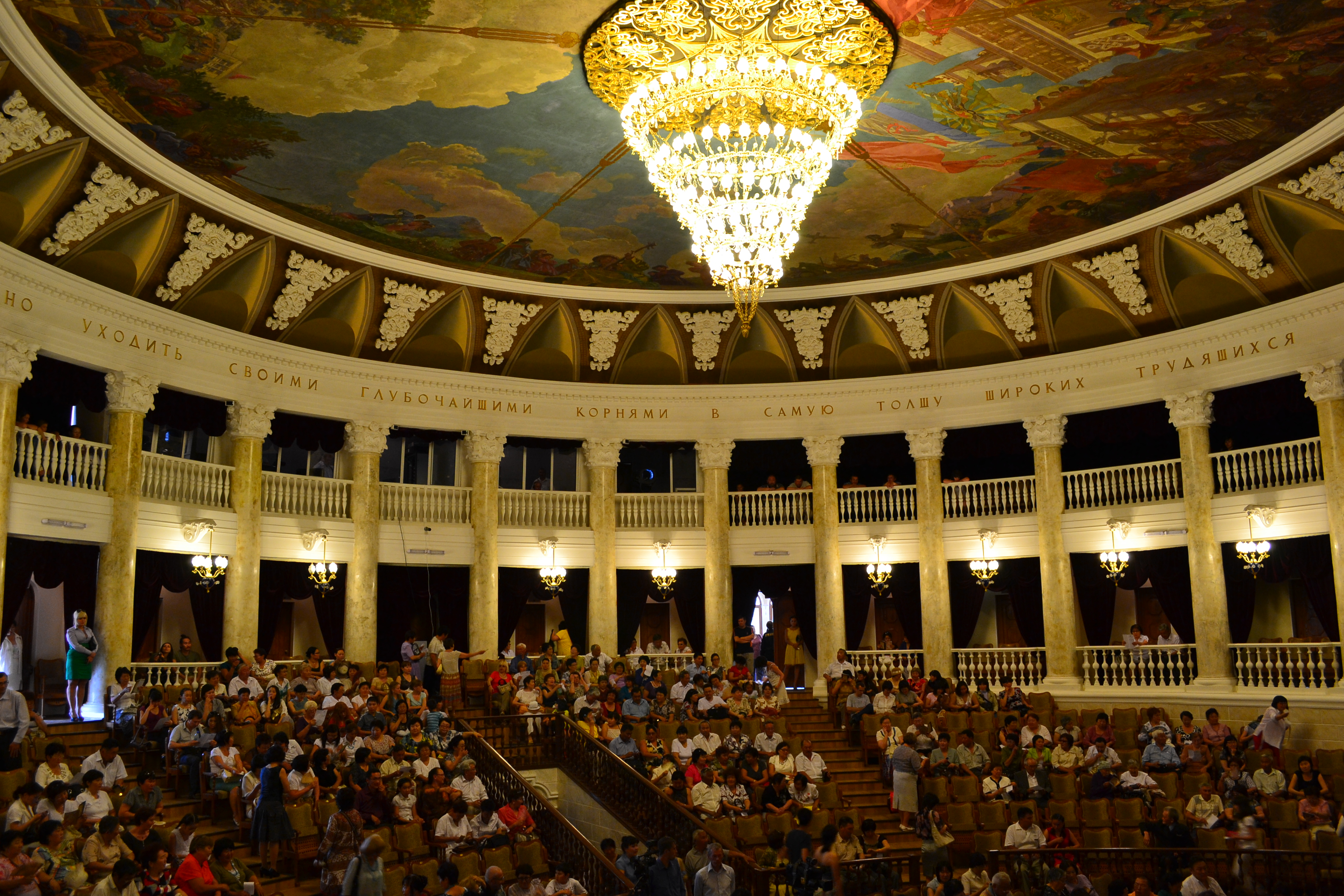
Глядацький зал. 2011 рік

У 1938 році в Бурятському драматичному театрі поставлена перша національна музична драма «Баїр» П. Берлінського на текст Г. Цидинжапова і О. Шадаєва. У 1940 році драма була поставлена у другій редакції спільно Б. Ямпіловим. У багатьох національних театрах СРСР у той час музична драма була перехідним жанром до опери.

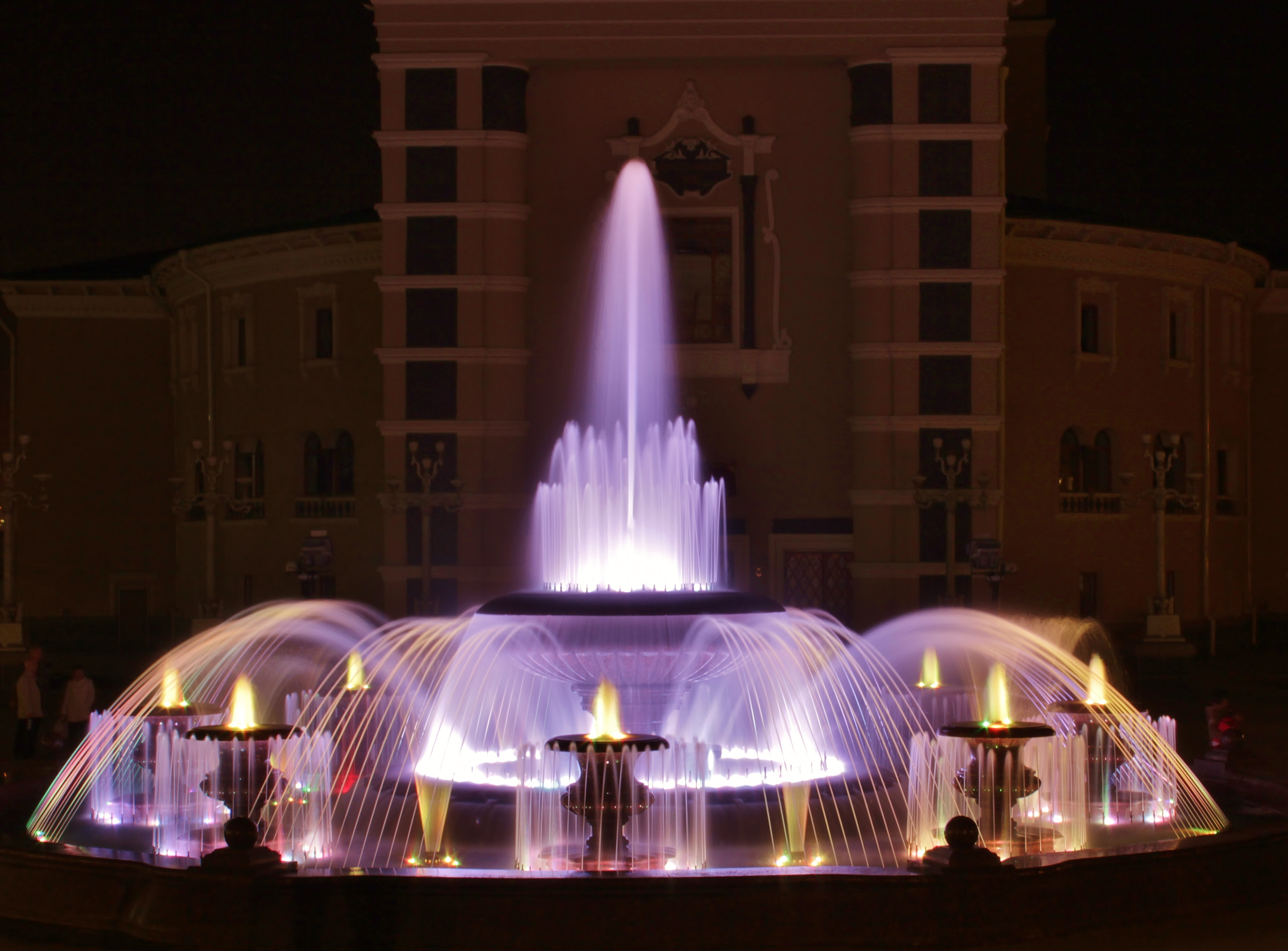
Світломузичний фонтан перед фасадом театру. 2012 рік

20 грудня 1939 року Президія ЦВК Бурят-Монгольської АРСР прийняла постанову про реорганізацію національного драматичного театру в музично-драматичний. До трупи приєдналися випускники театральних та музичних училищ, збільшилися хор і оркестр.
20 жовтня 1940 року в Москві почалася I Декада бурят-монгольського мистецтва. Театр показав музичні драми «Баїр» П. Берлінського та «Ержен» В. Морошкіна і першу бурятську оперу «Енхе-Булат батор» за мотивами національного епосу. Указом Президії Верховної Ради СРСР театр був нагороджений орденом Леніна. Головному режисерові Гомбожапу Цидинжапову було присвоєно звання народного артиста СРСР.
Під час німецько-радянської війни театр створив кілька концертних бригад, які виступали у військових частинах і шпиталях в Улан-Уде, Забайкаллі і на Далекому Сході. Взимку 1943 року концертна бригада під керівництвом Цидинжапова провела понад 60 концертів в частинах Білоруського фронту. В 1943 році театр поставив свій перший балетний спектакль — «Бахчисарайський фонтан» Б. Асаф'єва, і оперу «Євгеній Онєгін» П. Чайковського.
У 1946 році частина молодих виконавців була відправлена на навчання до Москви, в Ленінградську консерваторію і хореографічне училище ім. А. Я. Ваганової. Г. Цидинжапов проходив режисерську практику у МХАТі.
У 1948 році музичний театр був відділений від драматичного. На основі музичного театру створений Бурятський театр опери і балету.
У 1952 році для театру було побудовано будівлю на 718 місць. Автор проекту — архітектор А. Федоров. Над центральним порталом встановлена скульптурна група «Вершники» з розгорнутим прапором, скульптор — О. І. Тимін. 1 травня відбулося урочисте відкриття театру, перший спектакль поставлений 7 листопада 1952 року.
У 1959 році в Москві відбулася Друга декада бурятського мистецтва. Були поставлені опери «Побратими» Дандара Аюшеєва, балет «Красуня Ангара» Лева Кніппера і Бау Ямпілова, в 1973 році удостоєний Державної премії РРФСР ім. М. Глінки, і балет «В ім'я кохання» Жигжита Батуєва і Б. Майзеля. За підсумками Другої декади звання народного артиста СРСР був удостоєний Лхасаран Лінховоїн, народних артистів РРФСР — Лариса Сах'янова, Надія Петрова, Бадма Балдаков, а також народного артиста Бурятської АРСР радянська бурятська балерина і танцівниця Софія Барцева.
Наприкінці 1950-х — початку 1960-х років у театрі були здійснені постановки понад 70 опер і балетів.
У 1979 році після гастролей в Москві і Ленінграді театру було присвоєно звання «Академічного».
Почесне звання «академічного театру», успіх в Москві, Ленінграді, на півдні країни в 1979 році стали потужним стимулом подальшого розвитку і вдосконалення театру. У 1970-1980-ті роки на сцені Бурятського театру виступало чимало талановитих майстрів. Їхні найкращі творчі знахідки стали внеском в історію національного музично-театрального виконавства. Це народні артисти СРСР — балерина Лариса Сах'янова, солісти опери Лхасаран Лінховоїн, Кім Базарсадаєв, Дугаржап Дашиєв, народні артисти РРФСР С. Раднаєв, В. Буруєв, Л. Левченко, Ірина Кузьміна, солісти балету, народні артисти РРФСР Петро Абашеєв, О. Короткова, Олексій Павленко, В. Ганженко, Є. Самбуєва, Ю. Муруєв та інші.
Велика заслуга у всіх успіхах театру належала головному диригенту І. Ю. Айзиковичу і директору Д. Ш. Яхунаєву, заслуженому діячу мистецтв РРФСР, музиканту за освітою, котрий очолював театр упродовж двадцяти років (1965—1986).
У 1980-ті роки лауреатами різних міжнародних і російських конкурсів ставали молоді солісти опери Галина Шойдагбаєва (згодом народна артистка СРСР), заслужені артисти РРФСР — В. Бальжинімаєв, О. Аюрова, Б. Бороєв, В. Цидипова, в 1990-ті роки — Є. Шараєва, Т. Шойдагбаєва, Б. Будаєв, Д. Занданов.
Постановки кінця 1990-х років:
- Балет К. Хачатуряна «Чиполліно». Балетмейстер Г. Майоров, диригент М. Балдаєв.
- Опера П. Чайковського «Пікова дама» (1999). Музичний керівник і диригент Роман Моїсеєв, режисер-постановник Л. Ерденебулган (Монголія).
- Оперета І. Штрауса «Кажан». Музичний керівник Р. Моїсеєв. Режисер-постановник та балетмейстер А. Голишев.
- Опера Ш. Гуно «Фауст».

У 1999 році пройшли гастролі театру в Монголії.
За останні роки театр здійснив міжнародні проекти з Монголією, США, Китаєм, брав участь у міжнародному фестивалі балетів у Києві, на сцені національної опери. Успішні гастролі в КНР охопили 26 міст, серед яких Пекін, Шанхай, Шеньян, Хайкоу, Ганьчжоу та інші. Колектив балету гідно представляв мистецтво Республіки Бурятія на престижних майданчиках Китаю, в тому числі, беручи участь у міжнародному фестивалі в Даляні. Гастролі театру відбуваються в сусідніх регіонах: Алтайському краї, Іркутській області, Забайкальському краї, Агінському Бурятському окрузі.
З успіхом у 2007 році пройшли гастролі балетної трупи в Україні, містах Дніпропетровську та Донецьку. Про високий професійний рівень вистав свідчили оцінки театрознавців та відгуки глядачів.
Гастролі 2008—2009 років: Чита, Іркутськ, Ангарськ, Шелехов, Усольє-Сибірське, Улан-Батор і Ерденет (Монголія). З 12 по 20 грудня 2009 року відбулися гастролі балетної трупи театру в Томську, представлені вистави «Лебедине озеро», «Тисяча і одна ніч», «Жизель» і дитячий спектакль «Буратіно».
У жовтні 2010 року за рекомендацією Міністерства культури РФ художнім керівником театру був призначений молодий російський диригент і композитор Антон Лубченко. З ініціативи та за запрошенням Лубченко у театр для роботи приїхав відомий хореограф Пітер Куанц і поставив спеціально на трупу — безпрецедентний випадок в історії театру — три свої одноактні балети. Показ згаданих балетів відбувся на сцені Большого театру в Москві. На базі театру організований музичний фестиваль «Пори року», на концертах якого вперше з симфонічним оркестром театру виступили такі музиканти як Денис Мацуєв, Андрій Гугнін, Регіна Черничко, солісти Большого та Маріїнського театру. Німецький режисер і громадський діяч Ханс-Йоахім Фрай провів у Бурятського оперному театрі один з етапів змагань Міжнародного конкурсу оперних співаків Competizione dell' Opera, завдяки чому двоє солістів театру — Аюна Базургуруева і Мунхзул Намхай — виступили на сцені Великого театру в рамках фіналу конкурсу. В оперний, симфонічний і балетний репертуар театру увійшли «Паяци» Р. Леонкавалло, «Сільська честь» П'єтро Масканьї, «Енхе-Булат Батор» М. Фролова, балети Пітера Куанца, симфонічні твори Сергія Прокоф'єва, Дмитра Шостаковича, Антона Брукнера, Ріхарда Вагнера, Петра Чайковського, Ігоря Стравінського, Людвіга ван Бетховена, Бенджаміна Бріттена. Багато творів прозвучали в Бурятії вперше. Міністр культури РФ Олександр Авдєєв під час офіційного візиту в лютому 2011 року в Бурятії дав високу оцінку роботі колективу та його керівництва в пресі.
Будівля театру шість років перебувалр на реконструкції, перший етап якої завершився в 2011 році. В цей час театр продовжував випускати прем'єрні вистави, проводив гастролі. З 23 по 25 травня 2011 року відбулися гала-концерти, присвячені відкриттю театру після комплексної реконструкції та реставрації.
Наприкінці 2011 року відбулася прем'єра опери «Кармен» Жоржа Бізе французькою мовою (до цього опера виконувалася російською, за радянською традицією), постановка балету «Лускунчик». Сезон 2012 року відкрила опера Ріхарда Вагнера «Летючий голландець» у постановці Ханса-Йоахима Фрая, як спільний проект Німеччини і Росії в рамках німецько-російського року дружби.

## Трупа театру

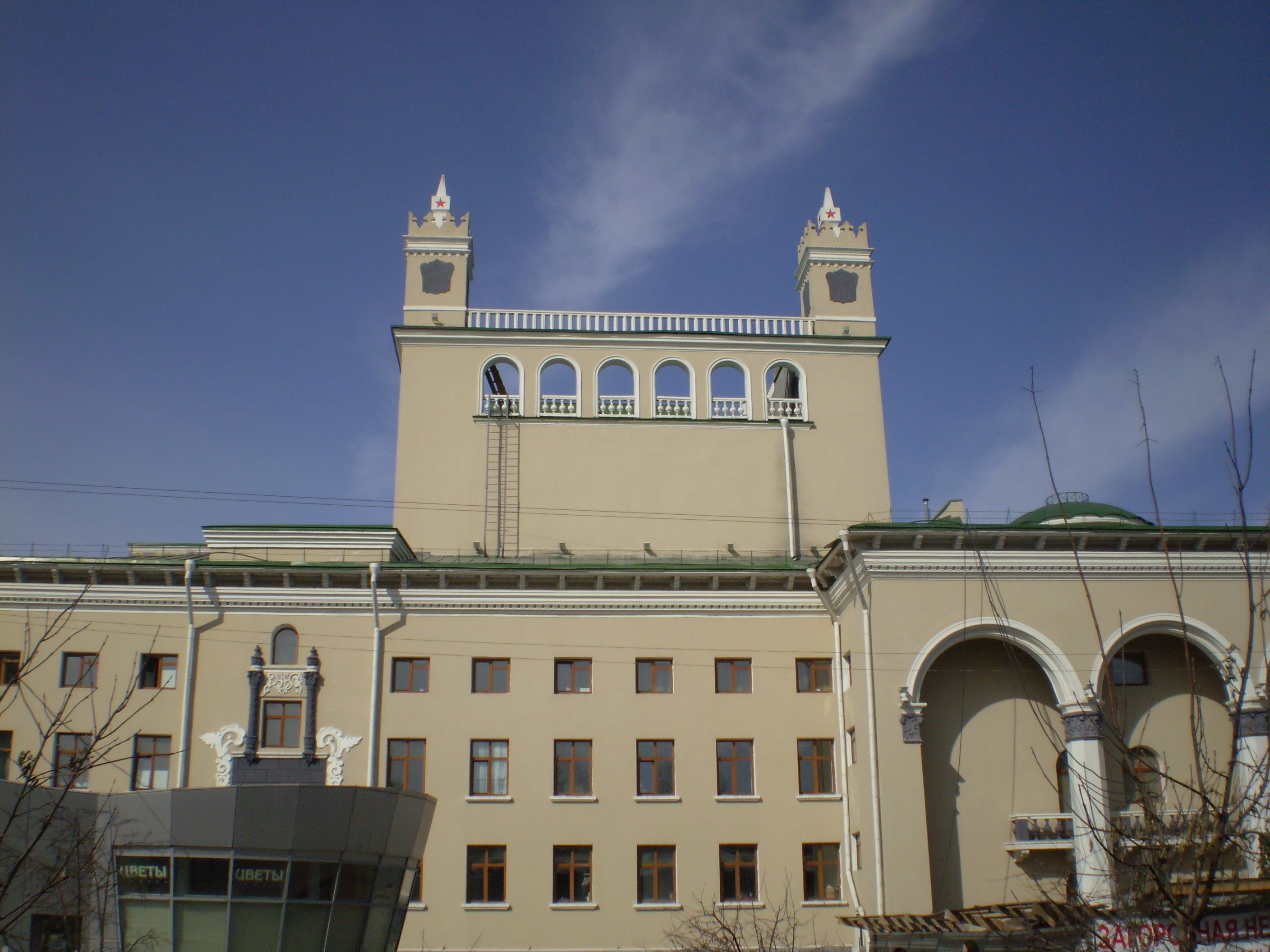
Будівля театру. Східна сторона

### 1970-ті
Співаки: народний артист СРСР Лхасаран Лінховоїн, народний артист Бурятської АРСР В. Я. Буруєв, А. В. Жмурова, С. В. Раднаєв та інші. Артисти балету: народний артист СРСР Лариса Сах'янова, народний артист РРФСР Петро Абашеєв, засл. арт. Бурятії і засл. арт. Росії Олексій Павленко, Григорій Бадаєв та інші. Головний диригент — Г. Слупський, головний режисер — заслужений діяч мистецтв Бурятської АРСР М. Логачов, головний балетмейстер — А. Батубаєва, головний художник — народний художник РРФСР Олександр Тимін.

### 1980-ті
Л. Лінховоїн, Кім Базарсадаєв, Дугаржап Дашиєв, народні артисти РРФСР Саян Раднаєв, В. Буруєв, Л. Левченко, В. Кузьміна, Л. Сах'янова, народні артисти РРФСР О. Короткова, Олексій Павленко, В. Ганженко, Катерина Самбуєва, Ю. Муруєв, Г. Шойдагбаєва, В. Бальжинімаєв, О. Аюрова, Б. Бороєв, В. Цидипова, соліст А. Барбонов та інші.
Володимир Рилов у 1986—1989 роках керував театром.

### 1990-ті
Солісти опери: Кім Базарсадаєв, Дугаржап Дашиєв, К. Шараєва, Галина Шойдагбаєва, Б. Будаєв, Д. Занданов, О. Хінгеєва, М. Коробенкова, Б. Бороєв та інші.

### 2000-ті

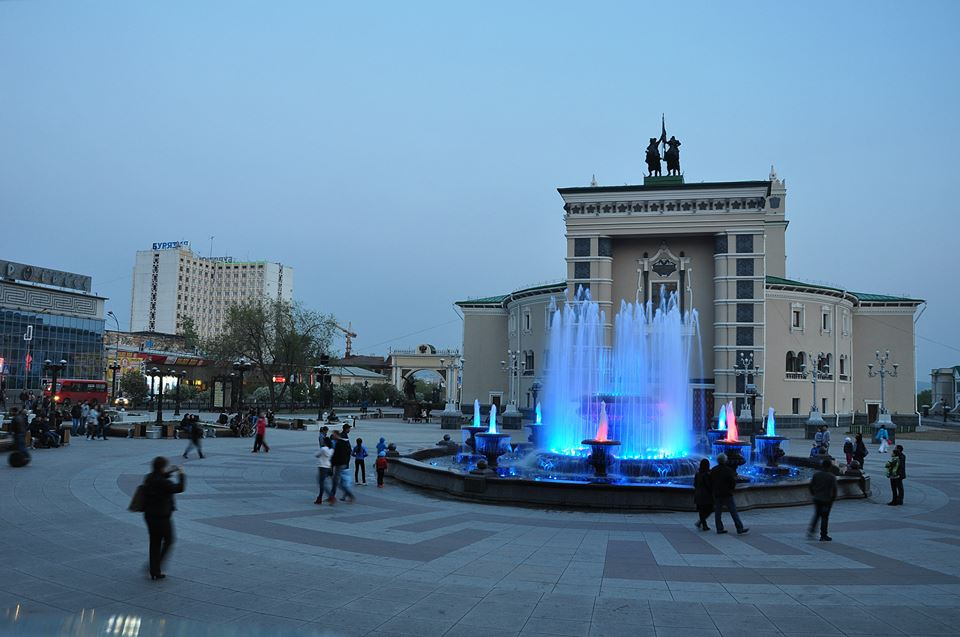
Театральна площа перед театром

Солісти опери: Галина Шойдагбаєва, Валентина Цидипова, Марина Коробенкова, Білігма Рінчінова, Туяна Дамдинжапова, Віра Васильєва, Аюна Базаргуруєва, Тетяна Шойдагбаєва, Оксана Хінгеєва, Ержена Базарсадаєва, Ольга Жигмітова, Дамба Занданов, Батор Будаєв, Баїржаб Дамбієв, Сергій Фоменко, Баїр Циденжапов, Мунхеул Намхай, Доржо Шагдуров, Бадм Гомбожапов, Едуард Жагбаєв та інші.
Солісти балету: Баярма Цибікова, Вероніка Миронова, Анастасія Самсонова, Лія Балданова, Євгенія Міжитова, Євгенія Бальжинімаєва, Олена Хішиктуєва, Ксенія Федорова, Булит Раднаєв, Баїр Жамбалов, Баярто Дамбаєв, Володимир Кожевніков, Інокентій Іванов, Віктор Дампілов, Баїр Цидипилов, Батор Надмітов та інші.
Співають сопрано Марина Коробенкова, Білігма Рінчінова, Туяна Дамдинжапова; у театрі сильна меццо-сопранова група голосів: Т. Шойдагбаєва, О. Хінгеєва, Є. Базарсадаєва, молода О. Жигмітова. Солісти: Б. Гомбожапов, М. Намхай, Б. Дамбієв, Д. Шагдуров. Творчий колектив балету: Б. Цибікова, В. Миронова, А. Самсонова, Б. Дамбаєв, Б. Раднаєв, Б. Жамбалов.
Художній керівник балету — Катерина Самбуєва.
Головний художник — Михайло Болонєв.

### 2010-ті
У 2012 році художнім керівником балетної трупи став Моріхіро Івата. Художній керівник оперної трупи — Даріма Лінховоїн.
У театрі танцюють Лія Балданова, Вероніка Миронова, Булит Раднаєв, Ксенія Федорова, Батор Надмітов.
Оперну трупу становлять Оксана Хінгеєва, Білігма Рінчінова, Тетяна Шойдагбаєва, Дамба Занданов, Бадм Гомбожапов, Аюна Доріжапова.

## Репертуар

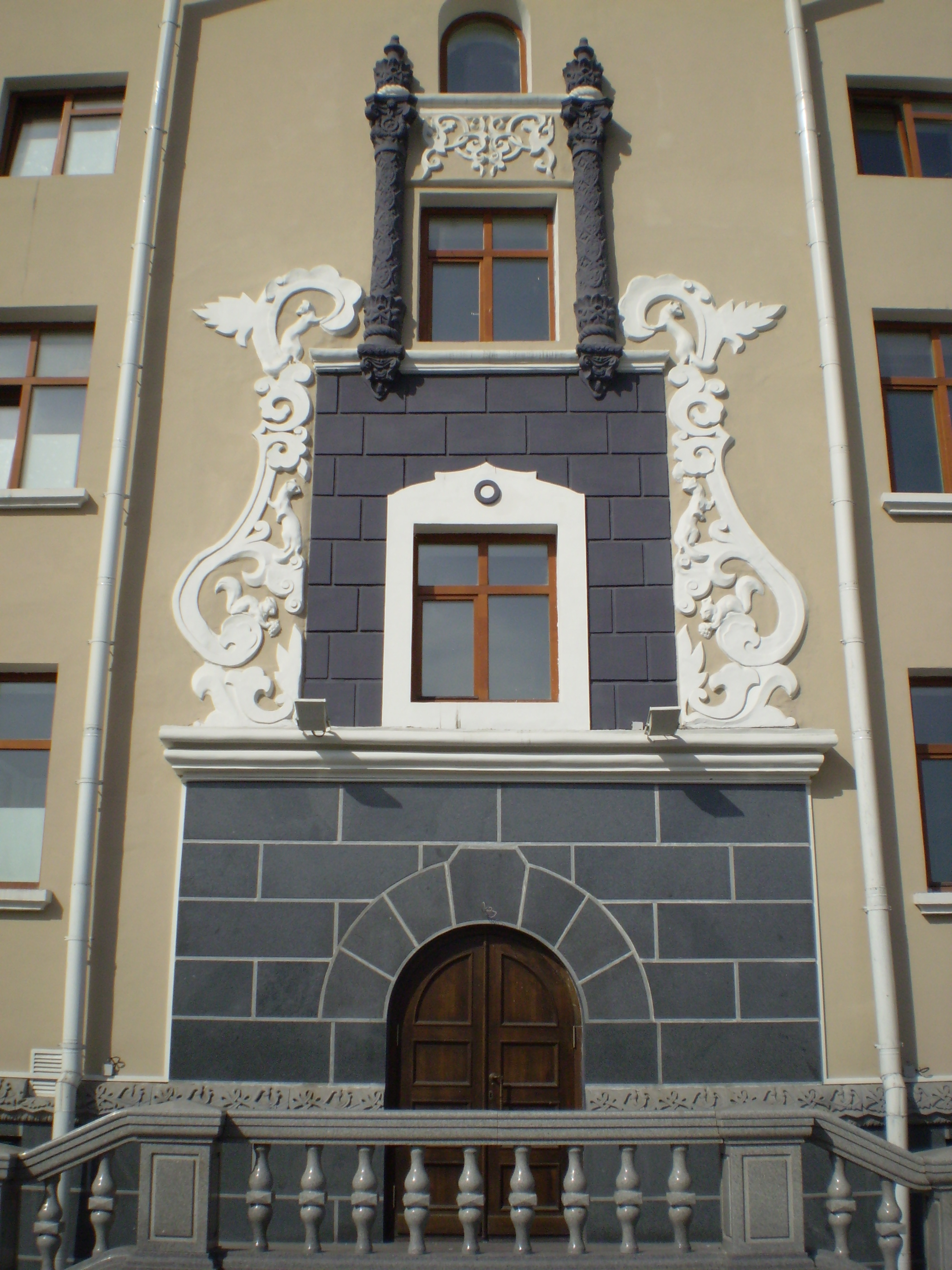
Будівля театру. Фрагмент.

Усього за більш ніж 70-річну історію театру було поставлено понад 300 вистав російської, світової класики та за творами бурятських композиторів.

### Бурятські опери
- «На Байкалі» Лева Кніппера (1948, 2 редакція 1958)
- «Медегмаша» Сергія Ряузова (1949, 2 редакція «Біля підніжжя Саян» 1953)
- «Побратими» (1958), «Брати» (1961) Дандара Аюшеєва,
- «Біля витоків джерела» (1960), «Прозріння» (1967), «Чудесний скарб» (1970) Бау Ямпілова.
- У 1971 році була відновлена опера М. П. Фролова «Енхе-Булат батор». У 2011 році режисер Олег Юмов і диригент Антон Лубченко представили глядачам оперу в сучасному прочитанні.

### Бурятські балети
- «Світло над долиною» Ряузова (1956, перший бурятський балет)
- «В ім'я кохання» Ж. Батуєва і Майзеля (1958)
- «Красуня Ангара» Б. Ямпілова і Л. Кніппера (1959, друга редакція 1972 року)
- «Квіти життя» (1962), «Гесер» (1967), «Джангар» (1971) Ж. Батуєва
- «Сумна балада» Б. Ямпілова (1967)
- «Dzambuling» А. Лубченко і Пітера Куанца (2011, 2012 удостоєний Державної премії Республіки Бурятія)

### Радянські опери
«Тихий Дон» (1955), «В бурю» (1958); «Овод» Спадавеккіа (1962), «Анна Снєгіна» Холмінова (1967)

### Радянські балети
«Червоний мак» (1951); «Шурале» Ярулліна (1955), «Стежкою грому» (1964); «Легенда про любов» Мелікова (1966), «Спартак» (1970) та інші.

## Будівля театру

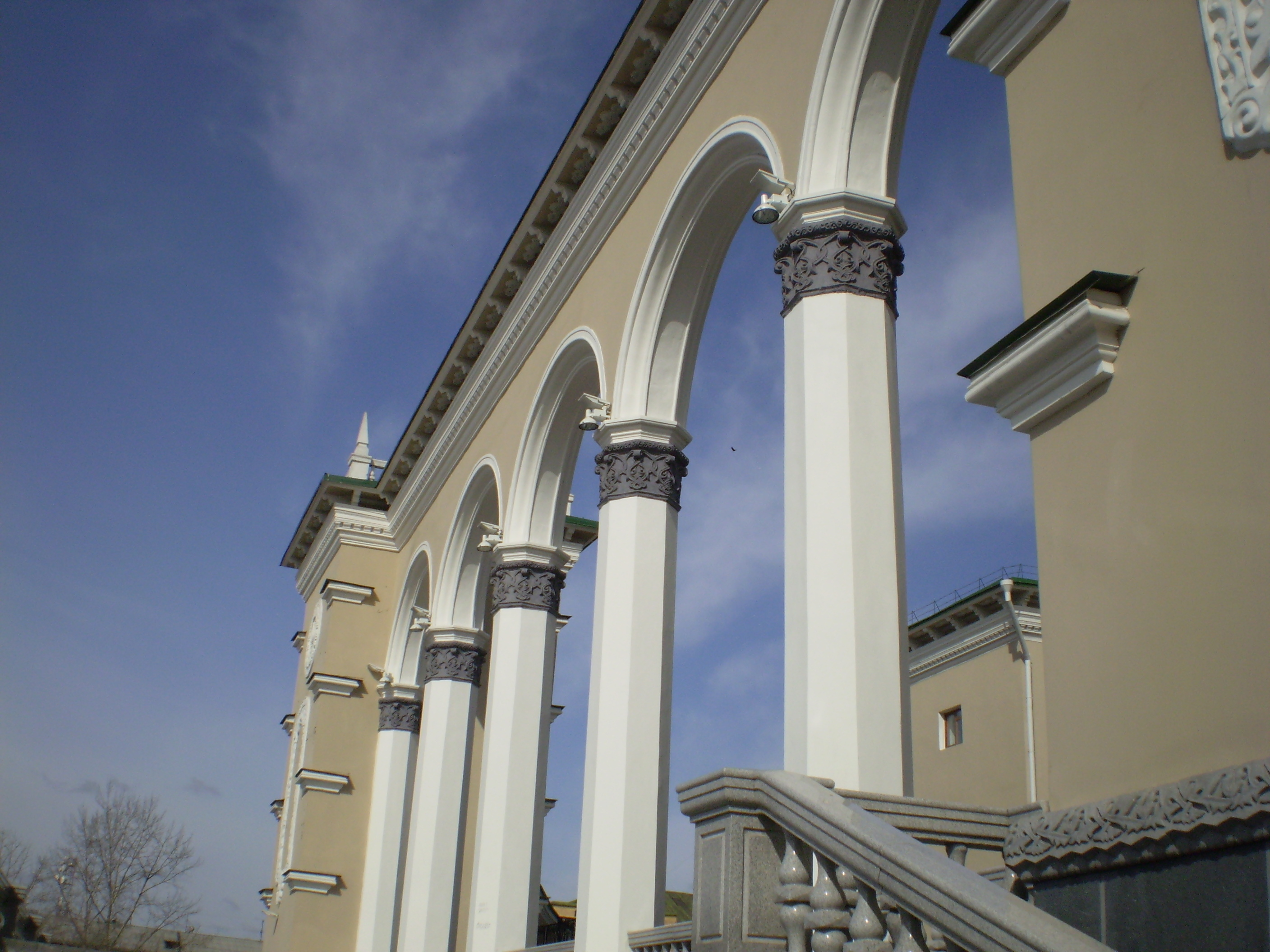
Будівля театру. Південна сторона.

Будівля театру є пам'ятником архітектури федерального значення. Будівля в стилі сталінського ампіру з національними декоративними елементами будувалася з 1945 по 1952 рік.
У 1934 році архітектор архітектурно-проектних майстерень Мосради О. М. Федоров розробив для Улан-Уде проект Палацу соціалістичної культури. Передбачалося спорудження «великого науково-культурного комбінату», у складі концертного залу, театру, бібліотеки, музею, науково-дослідного інституту. Цей проект не був затверджений. Новий проект Музично-драматичного театру був розроблений Федоровим у 1936 році. Будівництво почалося в 1938 році, але невдовзі було зупинене. Передбачалося відновити будівництво у 1940 або 1941 році, але через війну цього не було зроблено. Роботи продовжилися після закінчення німецько-радянської війни в 1945 році. У 1950 році О. М. Федоров помер. З осені 1951 року будівництвом театру займався архітектор В. А. Калінін. Розписи плафона глядацького залу виконували художники Г. І. Рубльов і Б. В. Йорданський.
У 2006 році розпочалася реконструкція будівлі театру. 23 травня 2011 року будівля театру опери та балету знову відкрилася. На цьому роботи не закінчилися, до другої черги реставрації театру належить будівництво нових репетиційних залів, а також балетного залу та студії звукозапису. Крім того, з'являться гостьові кімнати для запрошених фахівців і артистів.

## Конкурси
Театр проводить Міжнародний фестиваль балетного мистецтва імені н.а. СРСР Лариси Сах'янової і н.а. Росії Петра Абашеєва.